# Municipio de Walker (condado de Rush)
El municipio de Walker (en inglés: Walker Township) es un municipio ubicado en el condado de Rush en el estado estadounidense de Indiana. En el año 2010 tenía una población de 856 habitantes y una densidad poblacional de 11,04 personas por km².

## Geografía
Según la Oficina del Censo de los Estados Unidos, tiene una superficie total de 77.52 km², de la cual 77,52 km² corresponden a tierra firme y (0 %) 0 km² es agua.

## Demografía
Según el censo de 2010, había 856 personas residiendo. La densidad de población era de 11,04 hab./km². De los 856 habitantes, estaba compuesto por el 98,36 % blancos, el 0,12 % eran afroamericanos, el 0,23 % eran amerindios, el 0,35 % eran asiáticos, el 0,58 % eran de otras razas y el 0,35 % eran de una mezcla de razas. Del total de la población el 1,05 % eran hispanos o latinos de cualquier raza.